# Station Wałbrzych Szczawienko
Station Wałbrzych Szczawienko is een spoorwegstation in de Poolse plaats Wałbrzych.